# 1555年
| 千纪： | 2千纪 |
| 世纪： | 15世纪 \| 16世纪 \| 17世纪                                                                                 |
| 年代： | 1520年代 \| 1530年代 \| 1540年代 \| 1550年代 \| 1560年代 \| 1570年代 \| 1580年代                           |
| 年份： | 1550年 \| 1551年 \| 1552年 \| 1553年 \| 1554年 \| 1555年 \| 1556年 \| 1557年 \| 1558年 \| 1559年 \| 1560年 |
| 纪年： | 乙卯年（兔年）；明嘉靖三十四年；越南莫朝景历八年，光宝初年，后黎朝順平七年；日本天文二十四年，弘治元年     |

## 大事记
- 長尾景虎出兵鎮壓暗通武田家的北條高廣，北條高廣以奉行身份再仕於長尾景虎，4月與武田家爆發第二次川中島之戰。
- 武田晴信平定南信濃木曾義康和木曾義昌兩父子，木曾義康入武田晴信麾下，晴信授信濃與美濃・飛驒的國境守備重要據點予以支配。
- 幾乎占領整個上總國西部的後北條氏於三浦三崎之戰敗於里見水軍，北條氏康在房總半島的擴張受挫。
- 武田晴信嫁給今川義元的姊姊定惠院病逝，為延續與今川的同盟，遂為嫡男義信迎娶了今川義元的女兒，並將女兒嫁給北條氏政，北條氏康也將女兒嫁給今川氏真，甲相駿同盟（日语：甲相駿三国同盟）於焉正式成立。
- 能登政治合議組織「畠山七人眾」中心人物溫井總貞被畠山義續・畠山義綱父子等人暗殺，遊佐續光回能登擔任重臣，溫井氏與和溫井氏相當親密的三宅氏聯合加賀一向一揆發動大規模的叛亂。
- 三木良賴趁飛驒國司姊小路氏的內紛，奪取並繼承姊小路古川家，透過政治工作使朝廷承認三木氏繼承姊小路氏，正式稱為姊小路良賴。
- 9月25日——神聖羅馬帝國皇帝查理五世與德意志新教諸侯在奧格斯堡的帝國會議簽訂《奧格斯堡和約》，提出「教隨國立」的原則，根據法律正式允許路德宗和天主教共存於德意志，暫停了內戰。
- 10月6日——嚴島之戰。
- 10月12日——防長經略，毛利元就進攻大內氏領土周防國和長門國。
- 10月25日——查理五世放棄尼德蘭王位給其子腓力二世。
- 俄羅斯沙皇伊凡四世為紀念征服喀山汗國，下令在克里姆林宮附近興建聖瓦西里主教座堂。
- 胡马雍率军从喀布尔出发，占领旁遮普、德里、阿格拉，恢复了莫卧儿王朝。
- 法王亨利二世下詔各地的官員應對那些被教會判為異端的人進行懲罰，無須審查也不允許上訴。
- 《阿马西亚和约》签订，伊拉克和格鲁吉亚、亚美尼亚、阿塞拜疆归奥斯曼帝国。
- 緬甸東吁王朝消滅阿瓦王朝。至是緬甸大部分地區統一，緬甸之戰國時代結束。

## 出生
- 安藤直次，紀伊國田邊藩（紀州藩附家老）初代藩主。

## 逝世
- 4月12日——因为精神失常无法执政并被长期关押的卡斯蒂利亚、亚拉冈等国女王胡安娜駕崩，名义上与其共治的卡洛斯一世成為西班牙唯一的國王。
- 7月15日——定惠院，甲斐國大名武田信虎的長女，和武田信玄是同父同母的姐弟，駿河國今川義元的正室。
- 9月23日——朝倉宗滴，朝倉敏景八男。
- 10月16日——陶隆房，大內氏家臣。
- 10月——太原雪齋（1496年－1555年），日本戰國時期，今川氏家臣。
- 溫井總貞，日本戰國時代武將。能登畠山氏的家臣。